# Piero de Palma
Piero de Palma (* 31. August 1925 in Molfetta, Apulien, nach anderen Quellen in Genua; † 5. April 2013 in Mailand) war ein italienischer Opernsänger in der Stimmlage Tenor.

## Leben

### Herkunft und Anfangsjahre
De Palma wurde wahrscheinlich 1925 geboren; gelegentlich wurden in Nachschlagewerken und Sängerlexika auch andere Geburtsjahre genannt, so 1916 oder 1923. Die Angaben zum Geburtsort sind uneinheitlich; teilweise wird Genua als Geburtsort angegeben.
De Palmas Karriere als Opernsänger begann Anfang der 1940er Jahre als Chorsänger. Wohl 1945 gab er in einer semi-professionellen Aufführung am Teatro Grattacielo in Genua sein Debüt als Solist; er sang Beppo in I Pagliacci. Seit 1948 war er als Rundfunksänger bei der RAI zu hören; er wirkte bis Anfang der 1950er Jahre schwerpunktmäßig in Rundfunksendungen mit.

### Gastspiele in Italien
Seit 1952 trat er regelmäßig an verschiedenen Opernbühnen in ganz Italien auf. 1952 debütierte er am Teatro San Carlo in Neapel, wo er bis 1980 regelmäßig auftrat. Er wirkte dort in mehreren Uraufführungen und Erstaufführungen mit: im März 1954 in der Uraufführung der Oper I Pescatori von Jacopo Napoli, 1954 in der italienischen Erstaufführung der Oper Neues vom Tage, ebenfalls 1954 in der italienischen Premiere der Oper Der Prozeß und 1958 in der Uraufführung der Oper Il Vortice von Renzo Rossellini. 1952 gastierte er erstmals am Opernhaus Rom.
1952 trat er erstmals beim Maggio Musicale Fiorentino in Florenz auf. Er debütierte dort als Rodolfo in Guglielmo Tell und trat dann regelmäßig dort bis 1957 auf: 1953 in der italienischen Erstaufführung der Oper Krieg und Frieden, 1954 in der italienischen Erstaufführung der Oper Mazeppa, 1955 in Otello (als Cassio) und 1957 in L’Orfeo. In späteren Jahren sang er dort 1971 den Minister Pong in Turandot und 1973 den Aufide in Mosè.
Am Teatro Comunale di Firenze sang er erstmals 1955, später dann erst wieder in der Spielzeit 1982/1983. 1955 gab er auch sein Debüt am Teatro Comunale di Bologna; dort sang er später dann noch 1971 die Rolle des Prunier in La rondine.
1958 debütierte er an der Mailänder Scala. Seine erste Rolle dort war der Minister Pong. Diese Rolle galt als De Palmas Glanzrolle; er hat diese Rolle insgesamt über 200 Mal im Verlauf seiner Karriere gesungen. Dort gehörte er auch zur Besetzung mehrerer Uraufführungen und italienischer Erstaufführungen: Les Troyens (1960), Ein Sommernachtstraum (1961) und Aus einem Totenhaus (1966). De Palma sang an der Scala fast ausschließlich mittlere, kleinere, oft auch kleinste Rollen. Er galt als der führende Comprimario-Tenor der Nachkriegszeit und seiner Generation. Er wurde aufgrund seiner schönen Stimme und seiner perfekten Diktion als „comprimario di lusso“ bezeichnet. De Palma wurde in seiner Zeit als „il primo secondo tenore del mondo“ bezeichnet. In seinen Partien erwies sich De Palma stets auch als „hervorragender Darsteller“. Im April 1968 sang er an der Mailänder Scala in den Wiederaufnahmen von Turandot (als Minister Pong) und Un ballo in maschera (als Un giudice/Richter).
Zu seinen Repertoire gehörten: Don Basilio in Le nozze di Figaro, Monostatos in Die Zauberflöte, Normanno in Lucia di Lammermoor, Spalanzani in Hoffmanns Erzählungen, Gastone in La traviata, Borsa in Rigoletto, Bote (Messagero) in Aida, Incroyable in Andrea Chénier, Gottesnarr in Boris Godunow, Triquet in Eugen Onegin, Wenzel in Die verkaufte Braut, Spoletta in Tosca, Goro in Madama Butterfly, Cassio in Otello (Verdi) und Dr. Cajus in Falstaff. Insgesamt umfasste sein Repertoire über 200 Rollen.
In den 1970er Jahren sang er in Italien regelmäßig am Teatro Massimo Palermo, am Teatro Bellini in Catania, am Teatro Giuseppe Verdi in Triest, Teatro Regio di Torino und am Teatro Donizetti in Bergamo.
Er trat bei den Opern-Festspielen in den Caracalla-Thermen (1956, als Cassio; 1985, als Pong) und bei den Festspielen in der Arena di Verona auf. In Verona sang er die Rollen Normanno (1961), Remendado in Carmen (1970; später nochmals 1990), Malcolm in Macbeth (1971) und Pong in Turandot (1986; 1988).

### Gastspiele in Europa und Übersee
Im Oktober 1963 trat er erstmals an der Wiener Staatsoper auf; dort debütierte er als Cassio in Otello. Im September 1981 gastierte er dort nochmals als Incroyable in der Oper Andrea Chenier. Er sang am Opernhaus Monte Carlo (1978 als Abbé in Adriana Lecouvreur), am Opernhaus von Rouen (1978), am Opernhaus von Bordeaux (1978, 1980 als Dr. Cajus; 1982 als Abbé in Adriana Lecouvreur), am Grand Théâtre de Genève (1986; als Dr. Cajus in Falstaff), an der Oper Bonn (1985 und 1990; als Pong) und am Opernhaus Helsinki (1991; als Pong).
Bis 1993 war er regelmäßig am Gran Teatre del Liceu in Barcelona zu hören: als Nick in La Fanciulla del West, als Spoletta in Tosca, als Mastro Trabuco in La forza del destino, als Tybalt in Roméo et Juliette (Februar 1985), als Tinca und Gherardo in Il trittico (November 1987), als Rustighello in Lucrezia Borgia (Juni 1989) und als jüdischer Weinhändler Isacco in La gazza ladra (Januar 1993). Zur Spielzeiteröffnung der «Temporada 1984/85» übernahm er am Gran Teatre del Liceu die Rolle des Basilio in einer Neuinszenierung von Le nozze di Figaro. Im Dezember 1989 sang er in seiner 100. Vorstellung am Liceu den Abate di Chazeuil in Adriana Lecouvreur, wofür er einige Bravo-Rufe erhielt.
Er sang außerdem bei den Bregenzer Festspielen (1980), bei den Opernfestspielen in Macerata (1985/86, als Pong) und bei den Salzburger Festspielen (1981/1982 als Dr. Cajus unter Herbert von Karajan) und bei den Salzburger Osterfestspielen (1988/1989; als Spoletta).
Im April/Mai 1985 sang er an der Deutschen Oper Berlin den Kellner Nick in der Oper La fanciulla del West. In der Opernsaison 1985/86 gastierte er als Teatro San Carlo in Neapel als „Un Incredibile“ in Andrea Chénier. Im Juni 1989 sang er am Théâtre des Champs-Élysées in Paris die Partie des Rustighello in einer konzertanten Aufführung der Oper Lucrezia Borgia mit Joan Sutherland und Alfredo Kraus in den Hauptrollen.
Von 1973 bis 1983 sang er regelmäßig am Opernhaus von Dallas; er sang dort unter anderem Spalanzani, Guillot de Morfontaine in Manon, Laerte in Mignon und Edmond in Manon Lescaut. Er gastierte in den Vereinigten Staaten außerdem am Opernhaus von Philadelphia (Spielzeit 1991/92 als Spoletta) und an der Lyric Opera of Chicago (1992).
In der Spielzeit 1992/93 gab er sein spätes Debüt an der Metropolitan Opera in New York City; im September/Oktober 1992 sang er in insgesamt sieben Aufführungen die Rolle des Dr. Cajus in Falstaff.

### Tod
De Palma starb am 5. April 2013 nach langer Krankheit. Beigesetzt wurde er auf dem Cimitero Monumentale in Mailand.

## Tondokumente
Für die Schallplatte spielte De Palma zahlreiche seiner Comprimario-Partien ein. Die Anzahl seiner Schallplattenaufnahmen ist außerordentlich hoch. Die Anzahl seiner Schallplattenaufnahmen wird mit über 150 Aufnahmen (Studioaufnahmen und Live-Mitschnitte) beziffert.
Teilweise spielte er seine Partien mehrfach in verschiedenen Aufnahmen und mit unterschiedlichen Dirigenten ein. Er sang in insgesamt acht verschiedenen Tosca-Studioaufnahmen die Rolle des Spoletta. In den 1950ern jeweils mit Renata Tebaldi einmal unter Alberto Erede (1951 oder 1953) und einmal unter Francesco Molinari-Pradelli (1959), sowie 1957 unter Tullio Serafin mit 	 Antonietta Stella mit. 1962 bei Decca mit Herbert von Karajan (Dirigent) und Leontyne Price (Titelrolle), 1966 erneut bei Decca mit Lorin Maazel (Dirigent) und Birgit Nilsson (Titelrolle), 1976 bei Philips mit Colin Davis (Dirigent) und Montserrat Caballé (Titelrolle), 1984 erneut bei Decca mit Sir Georg Solti und Kiri Te Kanawa (Titelrolle) und letztmals 1992 erneut bei Philips mit Riccardo Muti (Dirigent) und Carol Vaness (Titelrolle).
Die Rolle des Goro in Madama Butterfly sang er in drei Gesamtaufnahmen: 1959 bei dem Label EMI mit Gabriele Santini (Dirigent), Victoria de los Angeles (Cio-Cio-San) und Jussi Björling (Pinkerton), 1962 bei dem Label RCA mit Erich Leinsdorf, Leontyne Price (Cio-Cio-San) und Richard Tucker (Pinkerton) sowie 1966 erneut bei dem Label EMI John Barbirolli (Dirigent), Renata Scotto (Cio-Cio-San) und Carlo Bergonzi (Pinkerton).